# Proischnura subfurcata
Proischnura subfurcata – gatunek ważki z rodziny łątkowatych (Coenagrionidae). Występuje w Afryce Subsaharyjskiej. Nie jest zagrożony wyginięciem.